# Mighty Morphin: Power Rangers
A sorozat három évadot élt meg 145 epizóddal. 1993. augusztus 28.-től, 1995. november 7.-ig ment. Amerikában eredetileg a Fox Kids vetítette.
Magyarországon az első évadot többször is levetítette az Msat televízió, 1994. szeptember 16. és 1999. szeptember 24. között, az első magyar szinkronnal, majd az 1990-es évek végén az Msat csatorna megszűnt. A 2000-es évek elején a magyarországi Fox Kids televízió új magyar szinkront készített az első évad feléhez, ami 2002. szeptember 7.-ig ment a csatornán, majd megszűnt. 
A Fox Kids jogutódja a Jetix televízió csatorna lett, akik a második magyar szinkronnal vetítették le az első évad felét, 2005. január 1.-ig. A Jetix 2009.szeptember 19.-én szűnt meg. A Netflix-en sajnos még nem látható magyar szinkronosan a sorozat.

## Szereplők

### Főszereplő (Power Rangers csapat 1.évad)
| Szerep                                   | Színész           | Magyar hang                                                    |
| ---------------------------------------- | ----------------- | -------------------------------------------------------------- |
| Jason Lee Scott / Vörös Eredeti Ranger   | Austin St. John   | Anger Zsolt (Msat) Markovics Tamás (Fox Kids)                  |
| Zack Taylor / Fekete Eredeti Ranger      | Walter Jones      | Minárovits Péter (Msat) Simonyi Balázs (Fox Kids)              |
| Billy Cranston / Kék Eredeti Ranger      | David Yost        | Holl Nándor (Msat) Bódy Gergely (Fox Kids)                     |
| Trini Kwan / Sárga Eredeti Ranger        | Thuy Trang        | Csondor Kata (Msat) Roatis Andrea (Fox Kids)                   |
| Kimberly Hart / Rózsaszín Eredeti Ranger | Amy Jo Johnson    | Zsigmond Tamara (Msat) Csondor Kata (Fox Kids)                 |
| Tommy Oliver / Zöld Eredeti Ranger       | Jason David Frank | Bor Zoltán / Bartucz Attila (Msat) Minárovits Péter (Fox Kids) |

### Főszereplő (Power Rangers csapat 2.évad)
| Szerep                                   | Színész           | Magyar hang |
| ---------------------------------------- | ----------------- | ----------- |
| Jason Lee Scott / Vörös Eredeti Ranger   | Austin St. John   | ?           |
| Rocky DeSantos / Vörös Ranger II         | Steve Cardenas    | ?           |
| Billy Cranston / Kék Eredeti Ranger      | David Yost        | ?           |
| Zack Taylor / Fekete Eredeti Ranger      | Walter Jones      | ?           |
| Adam Park / Fekete Ranger II             | Johnny Yong Bosch | ?           |
| Trini Kwan / Sárga Eredeti Ranger        | Thuy Trang        | ?           |
| Aisha Campbell / Sárga Ranger II         | Karan Ashley      | ?           |
| Kimberly Hart / Rózsaszín Eredeti Ranger | Amy Jo Johnson    | ?           |
| Tommy Oliver / Zöld Eredeti Ranger       | Jason David Frank | ?           |
| Tommy Oliver/ Fehér Eredeti Ranger       | Jason David Frank | ?           |
| Tom Oliver / Zöld Ranger II              | Jason David Frank | ?           |

### Főszereplő (Power Rangers csapat 3.évad)
| Szerep                                   | Színész              | Magyar hang |
| ---------------------------------------- | -------------------- | ----------- |
| Rocky DeSantos / vörös Ranger II         | Steve Cardenas       | ?           |
| Billy Cranston / Kék Eredeti Ranger      | David Yost           | ?           |
| Adam Park / Fekete Ranger II             | Johnny Yong Bosch    | ?           |
| Aisha Campbell / Sárga Ranger II         | Karan Ashley         | ?           |
| Kimberly Hart / Rózsaszín Eredeti Ranger | Amy Jo Johnson       | ?           |
| Tommy Oliver / Fehér Eredeti Ranger      | Jason David Frank    | ?           |
| Katherine Hillard / Rózsaszín Ranger II  | Catherine Sutherland | ?           |

### Mellékszereplők (1.évad)
| Szerep                     | Színész                                                  | Magyar hang                                                 |
| -------------------------- | -------------------------------------------------------- | ----------------------------------------------------------- |
| Zordon                     | David Fielding & Jun Tatara (színész) Bob Manahan (hang) | Felföldi László / Both András (Msat) Melis Gábor (Fox Kids) |
| Alpha 5                    | Richard Steven Horvitz (hang) Romy J. Sharf (színész)    | Pusztaszeri Kornél (Msat) Szokol Péter (Fox Kids)           |
| Quagmire                   | Kevin Thompson                                           | ?                                                           |
| Farkas “Bulk” Bulkmeier    | Paul Schrier                                             | Háda János (Msat) Petrik Péter (Fox Kids)                   |
| Eugene “Skull” Skullovitch | Jason Narvy                                              | Várfi Sándor (Msat) Molnár Levente (Fox Kids)               |
| Ernie                      | Richard Genelle                                          | Csendes Olivér (Msat) ? (Fox Kids)                          |
| Miss Appleby               | Royce Herron                                             | Fodor Zsóka (Msat) ? (Fox Kids)                             |
| Mister Caplan              | Henry Cannon                                             | Wohlmuth István (Msat) ? (Fox Kids)                         |
| Sylvia                     | Alyssa Poblador                                          | ?                                                           |
| Sharkie                    | Sidney Reisner                                           | ?                                                           |
| Punk                       | Eric Betts                                               | ?                                                           |
| Marge                      | Alexandra Wilson                                         | ?                                                           |
| Steve Hart                 | Douglas Sloan                                            | ?                                                           |
| Jeremy                     | Richard Lee Jackson (színész) Brianne Siddall (hang)     | ?                                                           |
| Mayor Carrington           | Christina Miles                                          | ?                                                           |
| Kelly                      | Brittany Scott                                           | ?                                                           |

### Mellékszereplők (2.évad)
| Szerep                                      | Színész                                                               | Magyar hang |
| ------------------------------------------- | --------------------------------------------------------------------- | ----------- |
| Zordon                                      | Bob Manahan (hang)                                                    | ?           |
| Alpha 5                                     | Richard Steven Horvitz (hang) Romy J. Sharf & Sandi Sellner (színész) | ?           |
| Saba                                        | Tony Oliver (hang)                                                    | ?           |
| Grumble The Magic Elf                       | Robert Axelrod (hang)                                                 | ?           |
| Rocko (1800) / Vörös Wild West Ranger       | Steve Cardneas                                                        | ?           |
| William (1800) / Kék Wild West Ranger       | David Yost                                                            | ?           |
| Abraham (1800) / Fekete Wild West Ranger    | Johnny Yong Bosch                                                     | ?           |
| Miss Alicia (1800) / Sárga Wild West Ranger | Karan Ashley                                                          | ?           |
| White Stranger (1800)                       | Jason David Frank                                                     | ?           |
| Farkas “Bulk” Bulkmeier                     | Paul Schrier                                                          | ?           |
| Eugene “Skull” Skullovitch                  | Jason Narvy                                                           | ?           |
| Ernie                                       | Richard Genelle                                                       | ?           |
| Miss Appleby                                | Royce Herron                                                          | ?           |
| Mister Caplan                               | Henry Cannon                                                          | ?           |
| Richie                                      | Maurice Mendoza                                                       | ?           |
| Curtis                                      | Joel Rogers                                                           | ?           |
| Harvey Garvey                               | Kim Strauss                                                           | ?           |
| Shawna Hilton                               | Alissa Ann Smego                                                      | ?           |

### Mellékszereplők (3.évad)
| Szerep                    | Színész                                                                | Magyar hang |
| ------------------------- | ---------------------------------------------------------------------- | ----------- |
| Zordon                    | Bob Manahan (hang)                                                     | ?           |
| Alpha 5                   | Richard Steven Horvitz (hang) Sandi Sellner & Donene Kistler (színész) | ?           |
| Ninjor                    | Kim Strauss (hang)                                                     | ?           |
| Saba                      | Tony Oliver (hang)                                                     | ?           |
| Tanya Sloan (fiatal)      | Lasean Davis                                                           | ?           |
| Tanya Sloan (felnőtt)     | Nakia Burrise                                                          | ?           |
| Bulk (fiatal)             | Justin Cody Slaton                                                     | ?           |
| Skull (fiatal)            | Ross J. Samya                                                          | ?           |
| Bulk (felnőtt)            | Paul Schrier                                                           | ?           |
| Skull (felnőtt)           | Jason Narvy                                                            | ?           |
| Lieutenant Jerome Stone   | Gregg Bullock                                                          | ?           |
| Ernie                     | Richard Genelle                                                        | ?           |
| Miss Appleby              | Royce Herron                                                           | ?           |
| Mister Caplan             | Henry Cannon                                                           | ?           |
| Wilbur Wilton             | Robert Zachar                                                          | ?           |
| Kathryn                   | Loretta Jean                                                           | ?           |
| Gunthar Schmidt           | Peter Thoemke                                                          | ?           |
| Mayor Carrington          | Christina Miles                                                        | ?           |
| Prince Dex / Masked Rider | TJ Roberts                                                             | ?           |
| Donais                    | Winston Story                                                          | ?           |
| Zarius                    | Traci Belushi                                                          | ?           |
| Ferrian                   | Peter Shinkoda                                                         | ?           |
| King Lexian               | Ralph Votrian                                                          | ?           |

### Gonosztevők (Rita Repulsa) (1.évad)
| Szerep                            | Színész                                        | Magyar hang                                                    |
| --------------------------------- | ---------------------------------------------- | -------------------------------------------------------------- |
| Rita Repulsa                      | Machiko Soga (színész) Barbara Goodson (hang)  | Czigány Judit (Msat) Andresz Kati (Fox Kids)                   |
| Goldar                            | Kerrigan Mahan (hang)                          | Varga Tamás (Msat) / (Fox Kids)                                |
| Finster                           | Robert Axelrod (hang)                          | Halmágyi Sándor (Msat) Csuha Lajos (Fox Kids)                  |
| Squatt                            | Michael Sorich (hang)                          | Bácskai János (Msat) Szűcs Sándor (Fox Kids)                   |
| Baboo                             | Dave Mallow                                    | Csuha Lajos (Msat) Breyer Zoltán (Fox Kids)                    |
| Scorpina                          | Ami Kawai (színész) Wendee Lee (hang)          | Törtei Tünde (Msat) ? (Fox Kids)                               |
| Lokar                             | Masahiko Urano (színész) Robert Axelrod (hang) | Lukácsi József (Msat) ? (Fox Kids)                             |
| Tommy Oliver / Gonosz Zöld Ranger | Jason David Frank                              | Bor Zoltán / Bartucz Attila (Msat) Minárovits Péter (Fox Kids) |

### Gonosztevők (2.évad)
| Szerep                             | Színész                                      | Magyar hang |
| ---------------------------------- | -------------------------------------------- | ----------- |
| Lord Zedd                          | Robert Axelrod (hang)                        | ?           |
| Rita Repulsa                       | Carla Perez (színész) Barbara Goodson (hang) | ?           |
| Goldar                             | Kerrigan Mahan (hang)                        | Varga Tamás |
| Squatt                             | Michael Sorich (hang)                        | ?           |
| Baboo                              | Dave Mallow (hang)                           | ?           |
| Finster                            | Robert Axelrod (hang)                        | ?           |
| Scorpina                           | Sabrina Lu (színész) Wendee Lee (hang)       | ?           |
| Justin                             | Patrick Wolff                                | ?           |
| Zane                               | Ogie Banks                                   | ?           |
| Bobby                              | Aaron Atinsky                                | ?           |
| Tina                               | Jhoanna Trias                                | ?           |
| Kristen                            | Gwen Sanford                                 | ?           |
| Tom Oliver / Gonosz Zöld Ranger II | Jason David Frank                            | ?           |

### Gonosztevők (3.évad)
| Szerep                     | Színész                                      | Magyar hang |
| -------------------------- | -------------------------------------------- | ----------- |
| Lord Zedd                  | Robert Axelrod (hang)                        | ?           |
| Rita Repulsa               | Carla Perez (színész) Barbara Goodson (hang) | ?           |
| Master Vile                | Simon Prescott (hang)                        | ?           |
| Rito Revolto               | Bob Papenbrook (hang)                        | ?           |
| Goldar                     | Kerrigan Mahan (hang)                        | Varga Tamás |
| Finster                    | Robert Axelrod (hang)                        | ?           |
| Squatt                     | Michael Sorich (hang)                        | ?           |
| Baboo                      | Dave Mallow (hang)                           | ?           |
| Katherine Hillard (Gonosz) | Catherine Sutherland                         | ?           |
| Hydro Hog                  | Brad Orchard (hang)                          | ?           |

### Szörnyek (Rita Repulsa) (1.évad)
| Szerep                                       | Színész                                                  | Magyar hang                                     |
| -------------------------------------------- | -------------------------------------------------------- | ----------------------------------------------- |
| Bones (Csontos)                              | Tom Wyner (hang)                                         | Varga Tamás (Msat)                              |
| Giant (Óriás)                                | Tom Wyner (hang)                                         | Nem szólal meg. (Msat)                          |
| Mighty Minotaur (Minotaurusz)                | Tom Wyner & Ryan Cooper (hang)                           | Nem szólal meg. (Msat)                          |
| King Sphinx (Szfinx király)                  | Richard Cansino (hang)                                   | Varga Károly (Msat)                             |
| Gnarly Gnome (Zene szörny)                   | Steve Kramer (hang)                                      | Kardos Gábor (Msat)                             |
| Pudgy Pig (Falánk disznó)                    | Dave Mallow (hang)                                       | Nem szólal meg. (Msat)                          |
| Chunky Chicken (Kotkodács)                   | Robert Axelrod (hang)                                    | Zsurzs Kati (Msat)                              |
| Eye Guy (Óriás szem)                         | Richard Cansino (hang)                                   | Varga Tamás (Msat)                              |
| Mister Ticklesneezer (Hapci manó)            | Tom Wyner (hang)                                         | Sallai Tibor (Msat)                             |
| Knasty Knight (Undok lovag)                  | Tom Wyner (hang)                                         | Varga Tamás (Msat)                              |
| Pineoctopus (Ananász-polip)                  | Vernon Ballesteros (színész) Mike Reynolds (hang)        | Petrik Péter / szörnyként: Bácskai János (Msat) |
| Terror Toad (Varangy)                        | Michael Sorich (hang)                                    | Varga Tamás (Msat)                              |
| Madame Woe                                   | Alex Borstein (hang)                                     | Náray Erika (Msat)                              |
| Snizzard (Méregfog)                          | Bryan Cranston, Bob Papenbrook & Daniel Watterson (hang) | Várkonyi András (Msat)                          |
| Dark Warrior (Fekete lovag)                  | Tom Wyner (hang)                                         | Várkonyi András (Msat)                          |
| Genie (Dzsinn)                               | Tom Wyner (hang)                                         | Varga Károly (Msat)                             |
| Shellshock (Szélvész)                        | Richard Epcar (hang)                                     | Várkonyi András (Msat)                          |
| Spidertron (Pókszörny)                       | Tom Wyner (hang)                                         | Várkonyi András (Msat)                          |
| Spit Flower (Flora Expertorsis / Sziromköpő) | Mike Reynolds (hang)                                     | Varga Tamás (Msat)                              |
| Frankenstein Monster (Frankenstein)          | Maroshi Tamura (színész) Tom Wyner (hang)                | Várkonyi András (Msat)                          |
| Mutitis (Eutides)                            | Richard Epcar (hang)                                     | Várkonyi András (Msat)                          |
| Rockstar                                     | Tony Oliver (hang)                                       | Várkonyi András (Msat)                          |
| Samurai Fan Man (Szamuráj embervadász)       | Tom Wyner (hang)                                         | Várkonyi András (Msat)                          |
| Weaveworm (Hernyószörny)                     | Richard Cansino (hang)                                   | Várkonyi András (Msat)                          |
| Babe Ruthless (Könyörtelen Babe)             | Richard Epcar (hang)                                     | Várkonyi András (Msat)                          |
| Fang (Agyaras Fang)                          | Michael Sorich (hang)                                    | Várkonyi András (Msat)                          |
| Cyclops (Küklopsz)                           | Richard Epcar (hang)                                     | Várkonyi András (Msat)                          |
| Hatchasaurus (Vérmadár)                      | Kirk Thornton & Steve Kramer (hang)                      | Nem szólal meg. (Msat)                          |
| Cardiatron                                   | Richard Cansino (hang)                                   | Várkonyi András (Msat)                          |
| Polluticorn (Egyszarvú)                      | Michael Sorich (hang)                                    | Várkonyi András (Msat)                          |
| Twin Man                                     | Bryan Cranston (hang)                                    | Várkonyi András (Msat)                          |
| Octoplant (Oktopetúnia)                      | Brianne Siddall (hang)                                   | Némedi Mari (Msat)                              |
| Goo Fish (Bűzhal)                            | Robert Axelrod (hang)                                    | Várkonyi András (Msat)                          |
| Goatan                                       | Richard Epcar & Tony Oliver (hang)                       | Várkonyi András (Msat)                          |
| Fighting Flea (Bolha)                        | Rebecca Forstadt & Barbara Goodson (hang)                | Kálloy Molnár Péter (Msat)                      |
| Jellyfish Warrior (Medúza)                   | Richard Cansino (hang)                                   | Némedi Mari (Msat)                              |
| Mantis (Imádkozó sáska)                      | Barbara Goodson (hang)                                   | Némedi Mari (Msat)                              |
| Dramole (Vakond)                             | Kirk Thornton (hang)                                     | Várkonyi András (Msat)                          |
| Grumble Bee (Zsémbes méh)                    | Richard Cansino (hang)                                   | Várkonyi András (Msat)                          |
| Two-Headed Parrot (Kétfejű papagáj)          | Robert Axelrod (hang)                                    | Kálloy Molnár Péter (Msat)                      |
| Peckster (Harkály)                           | Scott Page-Pagter (hang)                                 | Várkonyi András (Msat)                          |
| Pumpkin Rapper (Rappelő tök)                 | Michael Sorich (hang)                                    | Kálloy Molnár Péter (Msat)                      |
| Soccadillo (Futball labdarém)                | Brianne Siddall (hang)                                   | Várkonyi András (Msat)                          |
| Slippery Shark (Cápa)                        | Steve Kramer & Scott Page-Pagter (hang)                  | Várkonyi András (Msat)                          |
| Lizzinator (Terminátor)                      | Dave Mallow (hang)                                       | Várkonyi András (Msat)                          |
| Rhinoblaster (Rhino)                         | Richard Epcar (hang)                                     | Várkonyi András (Msat)                          |
| Commander Crayfish (Vörös rákszörny)         | Tom Wyner & Wendee Lee (hang)                            | Várkonyi András (Msat)                          |
| Oysterizer (Osztriga)                        | Scott Page-Pagter (hang)                                 | Várkonyi András (Msat)                          |

### Szörnyek (Lord Zedd) (2.évad)
| Szerep                      | Színész                              | Magyar hang |
| --------------------------- | ------------------------------------ | ----------- |
| Pirantishead                | Scott Page-Pagter (hang)             | ?           |
| Primator                    | Paul Schrier & Richard Epcar (hang)  | ?           |
| Saliguana                   | John C. Hyke & Bob Papenbrook (hang) | ?           |
| Bloom Of Doom               | Alex Borstein (hang)                 | ?           |
| Robogoat                    | Steve Kramer (hang)                  | ?           |
| Octophantom                 | Eddie Frierson (hang)                | ?           |
| Stag Beetle                 | Wendee Lee (hang)                    | ?           |
| Invenusable Flytrap         | Andrea Harmon & Richard Epcar (hang) | ?           |
| Guitardo                    | Tony Oliver (hang)                   | ?           |
| Turbanshell                 | Barbara Goodson (hang)               | ?           |
| Pipebrain                   | Brad Orchard (hang)                  | ?           |
| Trumpet Top                 | Dave Mallow (hang)                   | ?           |
| Mirror Maniac               | Tom Wyner (hang)                     | ?           |
| Nimrod The Scarlet Sentinel | Brianne Siddall (hang)               | ?           |
| AC                          | Brianne Siddall (hang)               | ?           |
| DC                          | Brianne Siddall (hang)               | ?           |
| Pursehead                   | Richard Cansino (hang)               | ?           |
| Lipsyncher                  | Alex Borstein (hang)                 | ?           |
| Magnet Brain                | Michael Sorich (hang)                | ?           |
| Gatekeeper                  | Mike Reynolds (hang)                 | ?           |
| Doomstone                   | Tom Wyner (hang)                     | ?           |
| Pumpkin Rapper              | Michael Sorich (hang)                | ?           |
| Terror Blossom              | Dave Mallow (hang)                   | ?           |
| Hatchasaurus                | Steve Kramer (hang)                  | ?           |
| Four Head                   | Alex Borstein (hang)                 | ?           |

### Szörnyek (3.évad)
| Szerep | Színész | Magyar hang |
| ------ | ------- | ----------- |
|        | (hang)  | ?           |

## Power Morpher Átváltozás
- "Átalakulás!"

### Power Morpher Átváltozás S1
- "Dragonzord! /Tommy"
- "Masztodon! /Zack"
- "Pterodaktilusz! /Kimberly"
- "Triceratops! /Billy"
- "Kardfogú Tigris! /Trini"
- "Tirannoszaurusz! Jason"

### Power Morpher Átváltozás S2
- "Dragonzord! /Tommy /Tom"
- "Tigerzord! /Tommy"
- "Masztodon! /Zack /Adam"
- "Pterodaktilusz! /Kimberly"
- "Triceratops! /Billy"
- "Kardfogú Tigris! /Trini /Aisha"
- "Tirannoszaurusz! /Jason /Rocky"

## Magyar változat (Msat)
A szinkront a Szinkron Művészcsoport készítette.
- Magyar szöveg: Versényi Ágnes
- Hangmérnök és Vágó: Hegyesi Ákos
- Gyártás vezető: Tamás Edit
- Szinkronrendező: Galambos Péter
- Produkciós vezető: Regény Judit
- Cím, stáblista felolvasó: Felföldi László / Korbuly Péter

További magyar hangok: Kálloy Molnár Péter, Varga Károly, Zsurs Kati, Várkonyi András

## Magyar változat (Fox Kids)
A szinkront a Fox Kids megbízásából, a Masterfilm Digital Kft. készítette.
- Magyar szöveg: Csányi Zita és Katona László
- Vágó: Makai István
- Hangmérnök: Hollósi Péter
- Gyártásvezető: Jávor Barbara
- Szinkronrendező: Vági Tibor
- Cím, stáblista felolvasó: Lázár Sándor

További magyar hangok:

## Magyar változat (Jetix)
A szinkront az ? készítette.
- Magyar szöveg:
- Vágó:
- Hangmérnök:
- Operatív vezető:
- Szinkronrendező:
- Produkciós vezető:

További magyar hangok:

## Évados áttekintés
| Évad | Évad | Részek száma | Részek száma | Eredeti sugárzás    | Eredeti sugárzás   | Eredeti adó | Magyar sugárzás | Magyar sugárzás | Magyar adó |
| Évad | Évad | Részek száma | Részek száma | Évadbemutató        | Évadzáró           | Eredeti adó | Évadbemutató    | Évadzáró        | Magyar adó |
| ---- | ---- | ------------ | ------------ | ------------------- | ------------------ | ----------- | --------------- | --------------- | ---------- |
|      | 1.   | 60           | 60           | 1993. augusztus 28. | 1994. május 23.    | Fox Kids    | n. a.           | n. a.           | n. a.      |
|      | 2.   | 52           | 52           | 1994. július 21.    | 1995. május 20.    | Fox Kids    | n. a.           | n. a.           | n. a.      |
|      | 3.   | 33           | 33           | 1995. szeptember 2. | 1995. november 27. | Fox Kids    | n. a.           | n. a.           | n. a.      |

## Epizód

### 1. évad (1993-1994)
| Sor. | Év. | Cím | Rendező             | Író                                               | Premier              |
| ---- | --- | --- | ------------------- | ------------------------------------------------- | -------------------- |
| 1.   | 1.  | A kezdet napja (Msat) (Day of the Dumpster)                                                                   | Adrian Carr         | Tony Oliver & Shuki Levy                          | 1993. augusztus 28.  |
| 2.   | 2.  | Tériszony (Msat) / Együtt a csapat (FoxKids) (High Five)                                                      | Adrian Carr         | Steve Kramer                                      | 1993. szeptember 7.  |
| 3.   | 3.  | Csapatmunka (Msat) / (FoxKids) (Teamwork)                                                                     | Robert Hughes       | Cheryl Saban                                      | 1993. szeptember 8.  |
| 4.   | 4.  | Csak azért is... (Msat) (A Pressing Engagement)                                                               | Adrian Carr         | Jeff Deckman & Ronnie Sperling                    | 1993. szeptember 9.  |
| 5.   | 5.  | A zene hatalma (Msat) (Different Drum)                                                                        | Jeff Reiner         | Julianne Klemm                                    | 1993. szeptember 10. |
| 6.   | 6.  | Kaja csata (Msat) (Food Fight)                                                                                | Robert Hughes       | Cheryl Saban                                      | 1993. szeptember 4.  |
| 7.   | 7.  | A kis barátnő (Msat) (Big Sisters)                                                                            | Jeff Reiner         | Gary Glasberg & Shuki Levy                        | 1993. szeptember 30. |
| 8.   | 8.  | Óriás szem (Msat) (I, Eye Guy)                                                                                | David Blyth         | Stewart St. John                                  | 1993. szeptember 14. |
| 9.   | 9.  | Akiért a harang szól (Msat) (For Whom the Bell Trolls)                                                        | Robert Hughes       | Jeff Deckman & Ronnie Sperling & Stewart St. John | 1993. szeptember 15. |
| 10.  | 10. | Boldog születésnapot, Zack! (Msat) (Happy Birthday, Zack)                                                     | Jeff Reiner         | Stewart St. John                                  | 1993. szeptember 16. |
| 11.  | 11. | Semmi bohóckodás (Msat) (No Clowning Around)                                                                  | Adrian Carr         | Mark Hoffmeier                                    | 1993. szeptember 17. |
| 12.  | 12. | Punk Power Ranger-ek (Msat) (Power Ranger Punks)                                                              | David Blyth         | Mark Hoffmeier                                    | 1993. szeptember 20. |
| 13.  | 13. | Béke, szerelem és bú (Msat) (Peace, Love and Woe)                                                             | Robert Hughes       | Julianne Klemm                                    | 1993. szeptember 21. |
| 14.  | 14. | Zűrzavar a levegőben (Msat) (Foul Play in the Sky)                                                            | Shuki Levy          | Shuki Levy                                        | 1993. szeptember 22. |
| 15.  | 15. | A fekete lovag (Msat) (Dark Warrior)                                                                          | Terence H. Winkless | Jeff Deckman & Ronnie Sperling & Mark Hoffmeier   | 1993. szeptember 28. |
| 16.  | 16. | Szerepcsere (Msat) (Switching Places)                                                                         | Jeff Reiner         | Shuki Levy & Steve Kramer                         | 1993. október 4.     |
| 17.  | 17. | A zöld ranger, 1.rész (Msat) / A zöld gonosz, 1.rész (FoxKids) (Green with Evil, Part I: Out of Control)      | Robert Hughes       | Gary Glasberg & Stewart St. John                  | 1993. október 5.     |
| 18.  | 18. | A zöld ranger, 2.rész (Msat) / A zöld gonosz, 2.rész (FoxKids) (Green with Evil, Part II: Jason's Battle)     | Robert Hughes       | Tom Wyner & Cheryl Saban & Stewart St. John       | 1993. október 6.     |
| 19.  | 19. | A zöld ranger, 3.rész (Msat) / A zöld gonosz, 3.rész (FoxKids) (Green with Evil, Part III: The Rescue)        | Robert Hughes       | Mark Ryan & Stewart St. John                      | 1993. október 7.     |
| 20.  | 20. | A zöld ranger, 4.rész (Msat) / A zöld gonosz, 5.rész (FoxKids) (Green with Evil, Part IV: Eclipsing Megazord) | Robert Hughes       | Cindy McKay & Stewart St. John                    | 1993. október 8.     |
| 21.  | 21. | A zöld ranger, 5.rész (Msat) / A zöld gonosz, 5.rész (FoxKids) (Green with Evil, Part V: Breaking the Spell)  | Robert Hughes       | Gary Glasberg & Stewart St. John                  | 1993. október 9.     |
| 22.  | 22. | A zűr bajjal jár (Msat) (The Trouble with Shellshock)                                                         | David Blyth         | Stewart St. John & Julianne Klemm                 | 1993. október 11.    |
| 23.  | 23. | Icipici pók (Msat) (Itsy Bitsy Spider)                                                                        | Robert Hughes       | Steve Kramer                                      | 1993. október 19.    |
| 24.  | 24. | Virágkarnevál (Msat) (The Spit Flower)                                                                        | David Blyth         | Peggy Nicoll                                      | 1993. október 13.    |
| 25.  | 25. | Az élet egy álarcosbál (Msat) (Life's a Masquerade)                                                           | Robert Hughes       | Cheryl Saban                                      | 1993. október 30.    |
| 26.  | 26. | Gung Ho! (Msat) (Gung Ho!)                                                                                    | Robert Hughes       | Mark Hoffmeier                                    | 1993. november 4.    |
| 27.  | 27. | A balszerencse kerék (Msat) (Wheel of Misfortune)                                                             | Terence H. Winkless | Mark Ryan & Cheryl Saban                          | 1993. november 5.    |
| 28.  | 28. | Az illúziók szigete, 1.rész (Msat) (Island of Illusion, Part I)                                               | Terence H. Winkless | Chris Schoon & Shuki Levy                         | 1993. november 8.    |
| 29.  | 29. | Az illúziók szigete, 2.rész (Msat) (Island of Illusion, Part II)                                              | Terence H. Winkless | Stewart St. John & Chris Schoon & Shuki Levy      | 1993. november 9.    |
| 30.  | 30. | A rocksztár (Msat) (The Rockstar)                                                                             | Terence H. Winkless | Peggy Nicoll                                      | 1993. november 10.   |
| 31.  | 31. | Kimberly kalamajkája (Msat) (Calamity Kimberly)                                                               | Terence H. Winkless | Tom Wyner & Julianne Klemm                        | 1993. november 11.   |
| 32.  | 32. | Csillag születik (Msat) (A Star is Born)                                                                      | Terence H.          | Winkless Cheryl Saban                             | 1993. november 15.   |
| 33.  | 33. | Tojás mizéria (Msat) (The Yolk's on You!)                                                                     | Terence H. Winkless | Cheryl Saban                                      | 1993. november 16.   |
| 34.  | 34. | A zöld gyertya, 1.rész (Msat) (The Green Candle, Parts I)                                                     | Robert Hughes       | Mark McKain & Stewart St. John                    | 1993. november 17.   |
| 35.  | 35. | A zöld gyertya, 2.rész (Msat) (The Green Candle, Parts II)                                                    | Robert Hughes       | Gary Glasberg & Stewart St. John                  | 1993. november 18.   |
| 36.  | 36. | A vérmadár (Msat) (Birds of a Feather)                                                                        | Robert Hughes       | Julianne Klemm                                    | 1993. november 22.   |
| 37.  | 37. | A környezetvédők (Msat) (Clean-Up Club)                                                                       | Terence H. Winkless | Mark Hoffmeier                                    | 1993. november 23.   |
| 38.  | 38. | Igazságtalanul vádolva (Msat) (A Bad Reflection on You)                                                       | Robert Hughes       | Peggy Nicoll                                      | 1993. november 27.   |
| 39.  | 39. | Az ítélet napja, 1.rész (Msat) (Doomsday, Part I)                                                             | Terence H. Winkless | Stewart St. John                                  | 1993. november 29.   |
| 40.  | 40. | Az ítélet napja, 2.rész (Msat) (Doomsday, Part II)                                                            | Terence H. Winkless | Stewart St. John                                  | 1993. november 30.   |
| 41.  | 41. | Rita gonosz magja (Msat) (Rita's Seed of Evil)                                                                | Robert Hughes       | Stewart St. John                                  | 1994. február 7.     |
| 42.  | 42. | Disznó meglepetés (Msat) (A Pig Surprise)                                                                     | Robert Hughes       | Shuki Levy & Douglas Sloan                        | 1994. február 8.     |
| 43.  | 43. | Valami bűzlik (Msat) (Something Fishy)                                                                        | Robert Hughes       | Cheryl Saban                                      | 1994. február 9.     |
| 44.  | 44. | Oroszlánok és hóviharok (Msat) (Lions & Blizzards)                                                            | Robert Hughes       | Shell Danielson                                   | 1994. február 10.    |
| 45.  | 45. | Rémálmok kristálya (Msat) (Crystal of Nightmares)                                                             | Robert Hughes       | Shuki Levy & Douglas Sloan                        | 1994. február 14.    |
| 46.  | 46. | A bolha (Msat) (To Flea or Not to Flee)                                                                       | Terence H. Winkless | Douglas Sloan                                     | 1994. február 15.    |
| 47.  | 47. | A medúza (Msat) (Reign of the Jellyfish)                                                                      | Terence H. Winkless | Stewart St. John                                  | 1994. február 16.    |
| 48.  | 48. | Az imádkozó sáska (Msat) (Plague of the Mantis)                                                               | Terence H. Winkless | Mark Hoffmeier                                    | 1994. február 17.    |
| 49.  | 49. | Egy régi barát visszatér, 1.rész (Msat) (Return of an Old Friend, Part I)                                     | Worth Keeter        | Shell Danielson                                   | 1994. február 28.    |
| 50.  | 50. | Egy régi barát visszatér, 2.rész (Msat) (Return of an Old Friend, Part II)                                    | Worth Keeter        | Shell Danielson                                   | 1994. március 1.     |
| 51.  | 51. | A gyilkos méh (Msat) (Grumble Bee)                                                                            | John Stewart        | Cheryl Saban                                      | 1994. április 28.    |
| 52.  | 52. | Két fej többet ér, mint egy (Msat) (Two Heads Are Better Than One)                                            | John Stewart        | Mark Hoffmeier                                    | 1994. április 29.    |
| 53.  | 53. | A harkály (Msat) (Fowl Play)                                                                                  | John Stewart        | Peggy Nicoll                                      | 1994. május 2.       |
| 54.  | 54. | A rappelő tök (Msat) (Trick or Treat)                                                                         | Worth Keeter        | Daniel J. Sarnoff & Ellen Levy-Sarnoff            | 1994. május 3.       |
| 55.  | 55. | Második esély (Msat) (Second Chance)                                                                          | Worth Keeter        | Mark Litton                                       | 1994. május 4.       |
| 56.  | 56. | A cápa (Msat) (On Fins and Needles)                                                                           | Worth Keeter        | Douglas Sloan                                     | 1994. május 5.       |
| 57.  | 57. | A terminátor (Msat) (Enter... The Lizzinator)                                                                 | Worth Keeter        | Stewart St. John                                  | 1994. május 6.       |
| 58.  | 58. | Futballszezon (Msat) (Football Season)                                                                        | Terence H. Winkless | Cheryl Saban                                      | 1994. május 9.       |
| 59.  | 59. | Mutáns Power Ranger-ek (Msat) (Mighty Morphin' Mutants)                                                       | Terence H. Winkless | Douglas Sloan                                     | 1994. május 16.      |
| 60.  | 60. | Egy kis osztriga (Msat) (An Oyster Stew)                                                                      | Terence H. Winkless | Shell Danielson                                   | 1994. május 23.      |

### 2. évad (1994-1995)
| Sor. | Év. | Cím                                             | Rendező             | Író                                    | Premier |
| ---- | --- | ----------------------------------------------- | ------------------- | -------------------------------------- | ------- |
| 61.  | 1.  | , 1.rész (The Mutiny, Part I)                   | Shuki Levy          | Shuki Levy & Shell Danielson           |         |
| 62.  | 2.  | , 2.rész (The Mutiny, Part II)                  | Shuki Levy          | Shuki Levy & Shell Danielson           |         |
| 63.  | 3.  | , 3.rész (The Mutiny, Part III)                 | Shuki Levy          | Shuki Levy & Shell Danielson           |         |
| 64.  | 4.  | The Wanna-Be Ranger                             | John Stewart        | Ellen Levy-Sarnoff & Daniel J. Sarnoff |         |
| 65.  | 5.  | Putty on the Brain                              | John Stewart        | John Stewart Mark Litton               |         |
| 66.  | 6.  | Bloom of Doom                                   | John Stewart        | Cheryl Saban                           |         |
| 67.  | 7.  | The Green Dream                                 | John Stewart        | Stewart St. John                       |         |
| 68.  | 8.  | The Power Stealer                               | Terence H. Winkless | Tony Oliver & Barbara A. Oliver        |         |
| 69.  | 9.  | The Beetle Invasion                             | Terence H. Winkless | Mark Hoffmeier                         |         |
| 70.  | 10. | Welcome to Venus Island                         | Terence H. Winkless | Mark Hoffmeier                         |         |
| 71.  | 11. | The Song of Guitardo                            | Terence H. Winkless | Shell Danielson & Shuki Levy           |         |
| 72.  | 12. | , 1.rész (Green No More, Part I)                | John Stewart        | Stewart St. John                       |         |
| 73.  | 13. | , 2.rész (Green No More, Part II)               | John Stewart        | Stewart St. John                       |         |
| 74.  | 14. | Missing Green                                   | John Stewart        | Ellen Levy-Sarnoff & Daniel J. Sarnoff |         |
| 75.  | 15. | Orchestral Maneuvers in the Park                | Jerry P. Jacobs     | Douglas Sloan                          |         |
| 76.  | 16. | Beauty and the Beast                            | John Stewart        | Cheryl Saban                           |         |
| 77.  | 17. | , 1.rész (White Light, Part I)                  | Jonathan Tzachor    | Shuki Levy & Shell Danielson           |         |
| 78.  | 18. | , 2.rész (White Light, Part II)                 | Jonathan Tzachor    | Shuki Levy & Shell Danielson           |         |
| 79.  | 19. | Two for One                                     | Jerry P. Jacobs     | Douglas Sloan                          |         |
| 80.  | 20. | Opposites Attract                               | Jerry P. Jacobs     | Cheryl Saban                           |         |
| 81.  | 21. | Zedd's Monster Mash                             | Jerry P. Jacobs     | Cheryl Saban                           |         |
| 82.  | 22. | , 1.rész (The Ninja Encounter, Part I)          | Shuki Levy          | Shuki Levy & Shell Danielson           |         |
| 83.  | 23. | , 2.rész (The Ninja Encounter, Part II)         | Shuki Levy          | Shuki Levy & Shell Danielson           |         |
| 84.  | 24. | , 3.rész (The Ninja Encounter, Part III)        | Shuki Levy          | Shuki Levy & Shell Danielson           |         |
| 85.  | 25. | A Monster of Global Proportions                 | Jerry P. Jacobs     | Douglas Sloan                          |         |
| 86.  | 26. | Zedd Waves                                      | Jerry P. Jacobs     | Mark Litton                            |         |
| 87.  | 27. | , 1.rész (The Power Transfer, Part I)           | Jonathan Tzachor    | Judd Lynn                              |         |
| 88.  | 28. | , 2.rész (The Power Transfer, Part II)          | Jonathan Tzachor    | Judd Lynn                              |         |
| 89.  | 29. | Goldar's Vice-Versa                             | Terence H. Winkless | Douglas Sloan                          |         |
| 90.  | 30. | Mirror of Regret                                | Terence H. Winkless | Cheryl Saban                           |         |
| 91.  | 31. | When is a Ranger Not a Ranger?                  | Jonathan Tzachor    | Judd Lynn                              |         |
| 92.  | 32. | Rocky Just Wants to Have Fun                    | Terence H. Winkless | Mark Hoffmeier                         |         |
| 93.  | 33. | Lights, Camera, Action                          | Terence H. Winkless | Daniel J. Sarnoff & Ellen Levy-Sarnoff |         |
| 94.  | 34. | Where There's Smoke, There's Fire               | John Stewart        | Jerry P. Jacobs                        |         |
| 95.  | 35. | Scavenger Hunt                                  | John Stewart        | Stewart St. John                       |         |
| 96.  | 36. | The Great Bookala Escape                        | John Stewart        | Judd Lynn                              |         |
| 97.  | 37. | Forever Friends                                 | Terence H. Winkless | Cheryl Saban                           |         |
| 98.  | 38. | A Reel Fish Story                               | Terence H. Winkless | Ellen Levy-Sarnoff & Douglas Sloan     |         |
| 99.  | 39. | , 1.rész (Rangers Back in Time, Part I)         | Terence H. Winkless | Shuki Levy & Shell Danielson           |         |
| 100. | 40. | , 2.rész (Rangers Back in Time, Part II)        | Terence H. Winkless | Shuki Levy & Shell Danielson           |         |
| 101. | 41. | , 1.rész (The Wedding, Part I)                  | Shuki Levy          | Shuki Levy & Shell Danielson           |         |
| 102. | 42. | , 2.rész (The Wedding, Part II)                 | Shuki Levy          | Shuki Levy & Shell Danielson           |         |
| 103. | 43. | , 3.rész (The Wedding, Part III)                | Shuki Levy          | Shuki Levy & Shell Danielson           |         |
| 104. | 44. | , 1.rész (Return of the Green Ranger, Part I)   | Shuki Levy          | Shuki Levy                             |         |
| 105. | 45. | , 2.rész (Return of the Green Ranger, Part II)  | Shuki Levy          | Shuki Levy                             |         |
| 106. | 46. | , 3.rész (Return of the Green Ranger, Part III) | Shuki Levy          | Shuki Levy & Shell Danielson           |         |
| 107. | 47. | Best Man for the Job                            | John Weil           | Mark Hoffmeier                         |         |
| 108. | 48. | , 1.rész (Storybook Rangers, Part I)            | John Weil           | Douglas Sloan & Cheryl Saban           |         |
| 109. | 49. | , 2.rész (Storybook Rangers, Part II)           | John Weil           | Douglas Sloan & Cheryl Saban           |         |
| 110. | 50. | , 1.rész (Wild West Rangers, Part I)            | Armand Garabidian   | Mark Litton                            |         |
| 111. | 51. | , 2.rész (Wild West Rangers, Part II)           | Armand Garabidian   | Mark Litton                            |         |
| 112. | 52. | Blue Ranger Gone Bad                            | John Weil           | Judd Lyn                               |         |

### 3. évad (1995)
| Sor. | Év. | Cím                                                     | Rendező             | Író                          | Premier |
| ---- | --- | ------------------------------------------------------- | ------------------- | ---------------------------- | ------- |
| 113. | 1.  | , 1.rész (A Friend in Need, Part I)                     | Worth Keeter        | Shuki Levy & Shell Danielson |         |
| 114. | 2.  | , 2.rész (A Friend in Need, Part II)                    | Worth Keeter        | Shuki Levy & Shell Danielson |         |
| 115. | 3.  | , 3.rész (A Friend in Need, Part III)                   | Worth Keeter        | Shuki Levy & Shell Danielson |         |
| 116. | 4.  | , 1.rész (Ninja Quest, Part I)                          | Terence H. Winkless | Shuki Levy & Shell Danielson |         |
| 117. | 5.  | , 2.rész (Ninja Quest, Part II)                         | Terence H. Winkless | Shuki Levy & Shell Danielson |         |
| 118. | 6.  | , 3.rész (Ninja Quest, Part III)                        | Terence H. Winkless | Shuki Levy & Shell Danielson |         |
| 119. | 7.  | , 4.rész (Ninja Quest, Part IV)                         | Terence H. Winkless | Shuki Levy & Shell Danielson |         |
| 120. | 8.  | A Brush with Destiny                                    | Terence H. Winkless | Gilles Wheeler               |         |
| 121. | 9.  | Passing the Lantern                                     | Armand Garabidian   | Kati Rocky                   |         |
| 122. | 10. | Wizard for a Day                                        | Armand Garabidian   | Mark Hoffmeier               |         |
| 123. | 11. | Fourth Down and Long                                    | Armand Garabidian   | Mark Litton                  |         |
| 124. | 12. | , 1.rész (Stop the Hate Master, Part I)                 | Bob Radler          | Stewart St. John             |         |
| 125. | 13. | , 2.rész (Stop the Hate Master, Part II)                | Bob Radler          | Stewart St. John             |         |
| 126. | 14. | Final Face-Off                                          | Armand Garabidian   | Douglas Sloan                |         |
| 127. | 15. | The Potion Notion                                       | Bob Radler          | Jackie Marchand              |         |
| 128. | 16. | I'm Dreaming of a White Ranger                          | Douglas Sloan       | Ron Milbauer & Terri Hughes  |         |
| 129. | 17. | , 1.rész (A Ranger Catastrophe, Part I)                 | Douglas Sloan       | Douglas Sloan                |         |
| 130. | 18. | , 2.rész (A Ranger Catastrophe, Part II)                | Douglas Sloan       | Douglas Sloan                |         |
| 131. | 19. | , 1.rész (Changing of the Zords, Part I)                | Jonathan Tzachor    | Stewart St. John             |         |
| 132. | 20. | , 2.rész (Changing of the Zords, Part II)               | Jonathan Tzachor    | Stewart St. John             |         |
| 133. | 21. | , 3.rész (Changing of the Zords, Part III)              | Jonathan Tzachor    | Stewart St. John             |         |
| 134. | 22. | Follow That Cab!                                        | Terence H. Winkless | Shuki Levy & Shell Danielson |         |
| 135. | 23. | , 1.rész (A Different Shade of Pink, Part I)            | Bob Radler          | Douglas Sloan                |         |
| 136. | 24. | , 2.rész (A Different Shade of Pink, Part II)           | Bob Radler          | Douglas Sloan                |         |
| 137. | 25. | , 3.rész (A Different Shade of Pink, Part III)          | Bob Radler          | Douglas Sloan                |         |
| 138. | 26. | Rita's Pita                                             | Terence H. Winkless | Jackie Marchand              |         |
| 139. | 27. | Another Brick in the Wall                               | Terence H. Winkless | Mark Hoffmeier               |         |
| 140. | 28. | A Chimp in Charge                                       | Terence H. Winkless | Douglas Sloan                |         |
| 141. | 29. | , 1.rész (Master Vile and the Metallic Armor, Part I)   | Bob Radler          | Mark Litton                  |         |
| 142. | 30. | , 2.rész (Master Vile and the Metallic Armor, Part II)  | Bob Radler          | Mark Litton                  |         |
| 143. | 31. | , 3.rész (Master Vile and the Metallic Armor, Part III) | Bob Radler          | Mark Litton                  |         |
| 144. | 32. | The Sound of Dischordia                                 | Marco Garibaldi     | Stewart St. John             |         |
| 145. | 33. | Rangers in Reverse                                      | Marco Garibaldi     | Douglas Sloan                |         |

### Atomcsapat: Most és mindörökké különkiadás (2023)
| Sor. | Év. | Cím                                                                          | Rendező         | Író                       | Premier           |
| ---- | --- | ---------------------------------------------------------------------------- | --------------- | ------------------------- | ----------------- |
| 0.   | 1.  | Atomcsapat: Most és mindörökké (Mighty Morphin Power Rangers: Once & Always) | Charlie Haskell | Becca Barnes & Alwyn Dale | 2023. április 19. |